# Ehemalige Schule (Groß-Bieberau)
Die ehemalige Schule von Groß-Bieberau ist ein denkmalgeschütztes Schulbauwerk in Groß-Bieberau.

## Architektur und Geschichte
Die ehemalige Schule von Groß-Bieberau ist ein typischer Schulbau aus der Zeit um das Jahr 1900. Das zweigeschossige massive Bauwerk mit klassizistischen Stilmerkmalen gehört zu den kleinstädtischen Schulhaustypen des Großherzogtums Hessen. Der Schulbau ist – abgesehen von der Veränderung des Einganges – noch gut erhalten. Das Schulgebäude besitzt eine verputzte Fassade und ein Satteldach. Das Bauwerk ist aus bautypologischen und ortsgeschichtlichen Gründen ein Kulturdenkmal.

## Denkmalschutz
Die ehemalige Schule von Groß-Bieberau wurde als typisches Beispiel für die Architektur der Jahrhundertwende in Südhessen und im Odenwald unter Denkmalschutz gestellt.